# Дни славы (фильм, 1944)
«Дни славы» (англ. Days of Glory) — американская военная драма режиссёра Жака Турнёра, вышедшая на экраны в 1944 году. Главные роли исполнили Грегори Пек и Тамара Туманова.

## Сюжет
Советские партизаны мужественно сражаются с фашистскими войсками во время Второй мировой войны. Среди суровых русских холодов, которые партизаны успешно используют в своей борьбе, фашистам приходится туго, и они очень боятся активных действий героев партизанского движения, поэтому бросают против них танки. Молодой и красивый русский парень Владимир нашёл среди тяжёлых испытаний и лишений свою любовь — отважную девушку Нину, которая наравне с мужчинами участвует в опасных партизанских операциях и ежедневно рискует жизнью…

## В ролях
- Грегори Пек — Владимир Дитятько, командир партизанского отряда
- Тамара Туманова — Нина Иванова, балерина
- Лоуэлл Гилмор — Семён, адъютант Владимира
- Мария Палмер — Елена Комарова, снайпер
- Алан Рид — Саша
- Хьюго Хаас — Фёдор
- Эдвард Дарст — Петров
- Гленн Вернон — Митя
- Дина Пенн — Ольга
- Игорь Долгорукий — Дмитрий, крестьянин
- Мария Бибикова — Вера
- Вильям Шали — Дукренко
- Гретл Дюпон — Мария
- Эрфорт Гэг — полковник Приленко
- Питер Сил — капитан Миткин
- Иван Трисолт — немецкий лейтенант
- Джозеф Виталь — Семинов

## Награды и номинации
Номинация на «Оскар» (1945):
- Лучшие спецэффекты — Вернон Л.Уокер, Джеймс Дж.Стюарт, Рой Грэнвилл[1].

## Интересные факты
- После окончания войны фильм был объявлен маккартистами «коммунистической пропагандой», а в Советском Союзе распространился слух, что Пек по происхождению русский.
- Главные роли сыграли Грегори Пек и Тамара Туманова, это был их кинематографический дебют.
- Съёмки фильма стали началом бурного романа исполнителей главных ролей, чуть не приведшего к их свадьбе.
- В фильме поётся песня «На закате ходит парень» (на английском языке).
- Тамара Туманова в роли Нины читает по-английски отрывок «Письмо Татьяны к Онегину» из третьей главы поэмы А. С. Пушкина «Евгений Онегин».